# Minorité majoritaire
Le terme de minorité majoritaire (en anglais : majority–minority ou minority–majority) s'emploie à propos d'une aire géographique locale au sein de laquelle le groupe majoritaire est composé d'individus composant une minorité à l'échelle nationale. D'un pays à un autre, le critère de distinction entre la majorité et les minorités peut être ethnique, religieux, linguistique.

## Afrique du Sud

Groupe majoritaire par ward électoral en 2011 :
Noirs
Coloureds
Indiens ou Asiatiques
Blancs
Aucun groupe dominant

Une seule province de l'Afrique du Sud, le Cap-Occidental, n'a pas une population majoritairement noire. En 2011, les Coloureds représentent 48,8 % de la population, alors que les Noirs en représentent 32,8 % (8,9 % et 79,2 % au niveau national).

## États-Unis

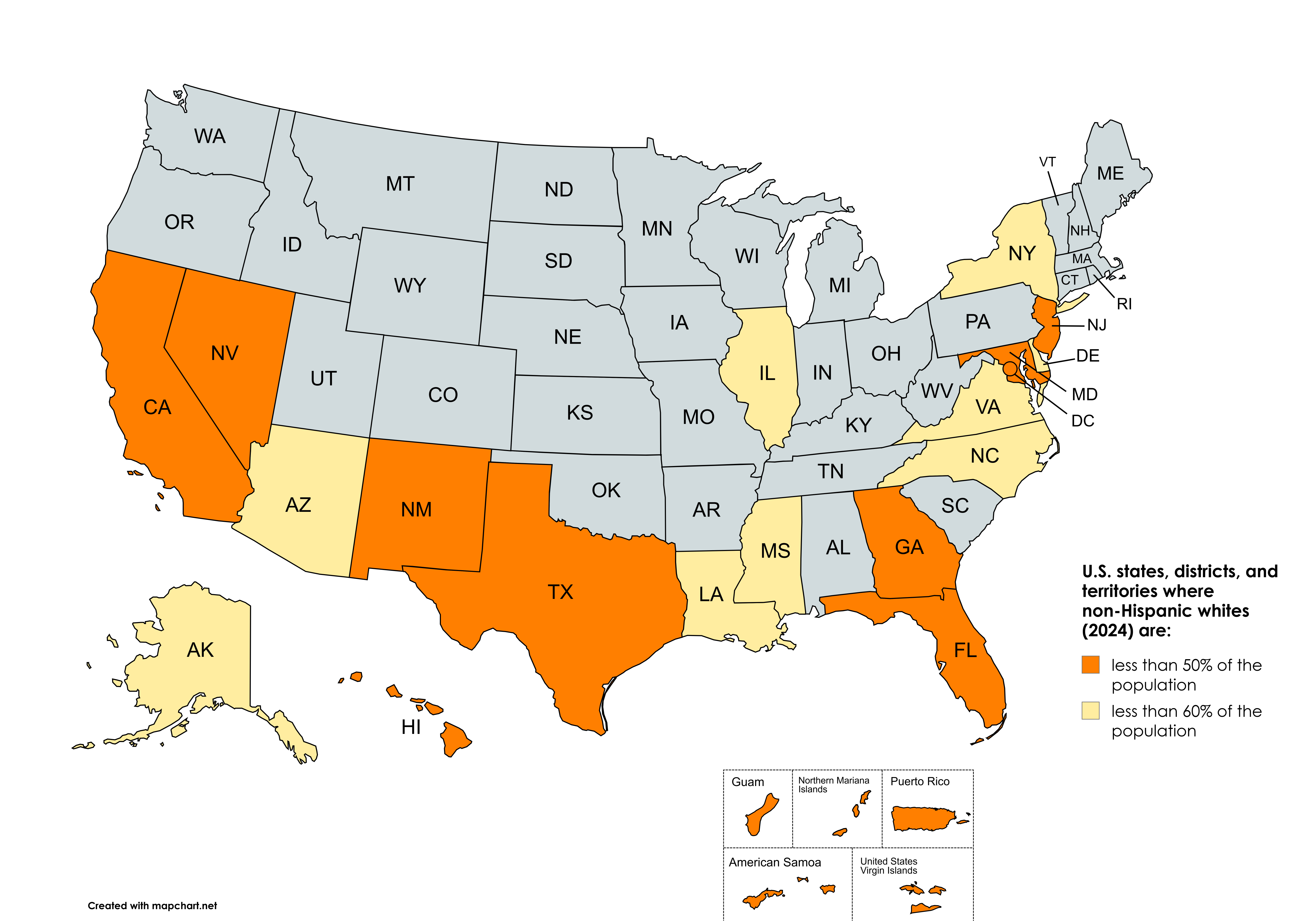

Dans le contexte des États-Unis, le terme de minorité majoritaire renvoie à une aire géographique où les Blancs non hispaniques représentent moins de 50 % de la population.
Lors du recensement de 2010, quatre États ont une population aux minorités majoritaires : Hawaï (qui n'a jamais eu une majorité blanche), le Nouveau-Mexique, la Californie et le Texas, auxquels s'ajoute le district de Washington.
Par le passé, plusieurs États du Sud profond ont une population aux minorités majoritaires : la Louisiane (jusqu'en 1890), la Caroline du Sud (jusque dans les années 1920) et le Mississippi (des années 1830 aux années 1930).

## Canada
Aucune province ou territoire du Canada n'a une population aux minorités majoritaires, dans le sens où les minorités visibles n'y composent pas la majorité de la population. Toutefois la population du Nunavut est, lors du recensement de 2016, à 85 % composée d'Inuits